# Tommaso Aloisio Juvara

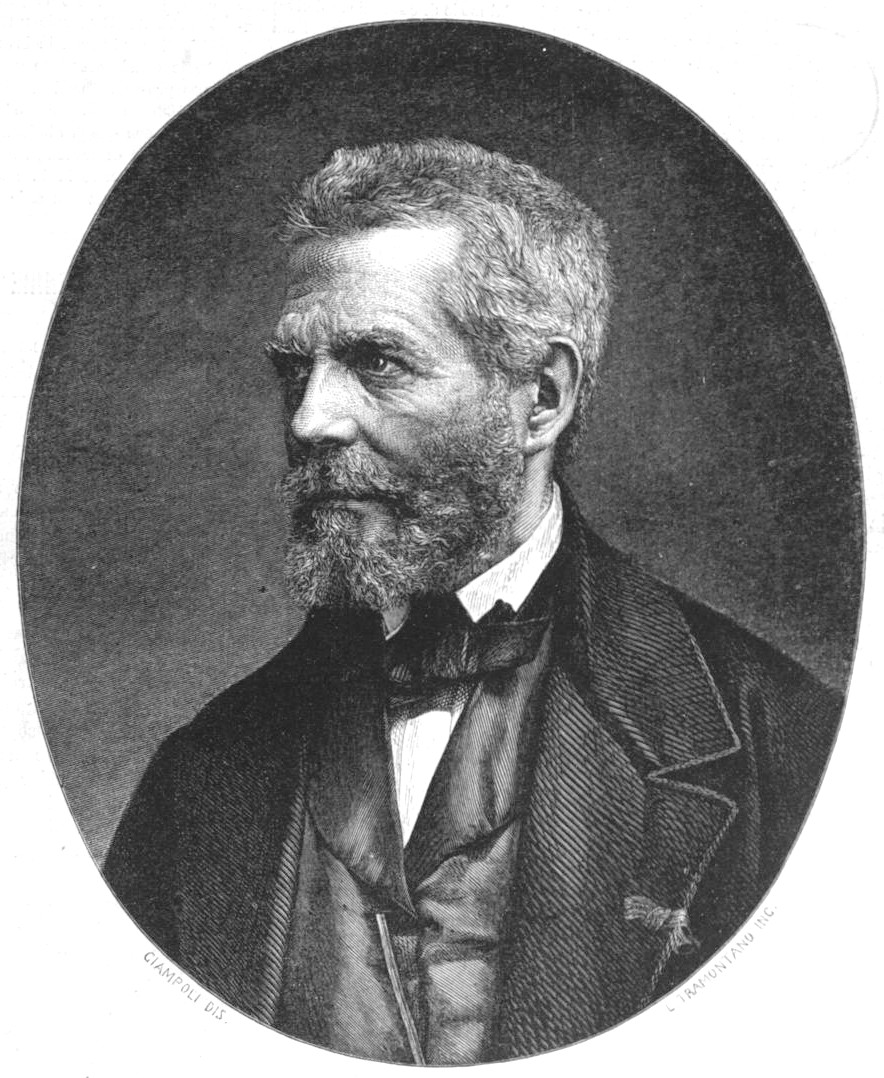
Tommaso Aloisio Juvara (1874)

Tommaso Aloisio Juvara (* 13. Januar 1809 in Messina; † 30. Mai 1875 in Rom) war ein italienischer Zeichner und Kupferstecher.

## Leben
Nach einer ersten Ausbildung bei Letterio Subba in Messina kam er 1825 durch ein Stipendium seiner Heimatstadt nach Rom an die Accademia di San Luca, wo er unter Vincenzo Camuccini studierte und dort 1827 eine Medaille für seine Zeichnungen erhielt. Anschließend ging er nach Parma an die Accademia Belle Arti „Paolo Toschi“, um sich als Kupferstecher weiterzubilden.
1836 folgte er einem Ruf an die Kunstakademie in Messina. 1842 ging er nach London und Paris, um sich weitere graphische Techniken anzueignen. 1846 wurde er Leiter der Klasse und vier Jahre später Professor für Kupferstich am Istituto di Belle Arti in Neapel, ohne seine Verpflichtungen an der Kunstakademie in Messina aufzugeben. 1855 hob ihn König Ferdinand II. anlässlich einer Ausstellung in Neapel in den Adelsstand. 1859 wurde er ordentliches Mitglied der dortigen Akademie und 1856 der Kunstakademie von Florenz. Er war zudem Direktor der römischen Calcographie.
Als Kupferstecher erwarb er sich hohe internationale Anerkennung. So zeigte er seine Arbeiten auf der Pariser Weltausstellung von 1855 und 1867, in Florenz 1861, in London 1862 und in Berlin 1868. Seine Werke wurden mit zahlreichen Medaillen ausgezeichnet.
Große Betroffenheit erregte sein Ende durch Suizid, indem er seine Leidensgeschichte in den sechs verbleibenden Stunden seines Lebens mit dem eigenen Blut seiner aufgeschnittenen Pulsadern niederschrieb.
Seine frühen Werke sind die Kupferstiche „Johannes Evangelist“ (nach Guercino) und der „Heilige Bartholomäus“ nach Camuccini, beide für die Calcografia in Rom 1828. Als sein Hauptwerk gilt der 1873 entstandener Kupferstich nach dem Gemälde „Thronende Madonna, Kind und Heilige“ (1505) von Raffael, das sich heute im Metropolitan Museum of Art in New York befindet.